# Sovjetsko-kitajski spor
Sovjetsko-kitajski spor je bil politični spor med Sovjetsko zvezo in Ljudsko republiko Kitajsko zaradi različnih razlag in prakticiranja ideologije marksizma-leninizma. K dejavnikom, ki so prispevali k izbruhu spora, je bila tudi sovjetska politika destalinizacije ter tudi pekingova zamera krepitve odnosov Sovjetske zveze z Indijo zaradi stanja na kitajsko-indijski meji. Moskva se je tudi bala da bi Mao preveč grozil z jedrsko vojno.  
Kitajski voditelj Mao Cetung je bil velik ljubitelj sovjetskega voditelja Josifa Stalina in je svojo vladavino na Kitajskem posnemal po stalinistični diktaturi. Po Stalinovi smrti leta 1953 je vodenje Sovjetske zveze prevzel Nikita Hruščov. Leta 1956 je Nikita Hruščov opravil »Tajni govor«, v katerem je razkril in obsodil Stalinove zločine ter ob tem tudi ostro obsodil Stalinovo vladanje. Mao in njegovo vodstvo so se nad tovrstnim dejanjem zgrozili. Hruščov je v času govora sprejel tudi v veliki meri manj zatiralsko politiko, kar pa kitajskemu diktatorju Mau ni bilo všeč. Do leta 1961 se je Kitajska odpovedala sovjetskemu komunizmu in Hruščovo politiko označila za revolucionarno izdajalstvo. Za države vzhodnega bloka je kitajsko-sovjetski spor predstavljal vprašanje nadaljnje revolucije svetovnega komunizma. V tem smislu sta se obe državi potegovali za vodenje svetovnega komunizma skozi čelo strank v svojih interesnih sferah.
Čeprav sta Sovjetska zveza in Kitajska ostali v sporu, sta obe državi sodelovali na isti strani v vojni v Severni Vietnamu med Indokinsko vojno v letu 1970.